# Acid gamma-amino-beta-hydroxybutyric
Axit γ-Amino-β-hydroxybutyric (GABOB), còn được gọi là axit β-hydroxy-γ-aminobutyric (β-hydroxy -GABA), và được bán dưới tên thương hiệu Gamibet trong số những loại khác, là thuốc chống co giật được sử dụng để điều trị bệnh động kinh ở châu Âu, Nhật Bản và México. Nó là một chất tương tự GABA, hoặc một chất tương tự của chất dẫn truyền thần kinh γ-aminobutyric acid (GABA), và đã được tìm thấy là một chất chuyển hóa nội sinh của GABA.

## Sử dụng trong y tế
GABOB là thuốc chống co giật và được sử dụng trong điều trị động kinh.

## Dược lý
GABOB là một chất chủ vận thụ thể GABA. Nó có hai đồng phân lập thể và thể hiện tính lập thể trong các hành động của nó. Cụ thể, (R) - (-) - GABOB là chất chủ vận có hiệu lực trung bình của thụ thể GABA B, trong khi (S) - (+) - GABOB là chất chủ vận từng phần của thụ thể GABA B và là chất chủ vận của thụ thể GABA A. (S) - (+) - GABOB có khả năng chống co giật mạnh gấp đôi so với (R) - (-) - GABOB. GABOB được sử dụng y tế như là một hỗn hợp racemic.
Liên quan đến GABA, GABOB có tác dụng ức chế mạnh hơn đối với hệ thần kinh trung ương, có lẽ do khả năng lớn hơn của nó để vượt qua hàng rào máu não. Tuy nhiên, GABOB có hiệu lực tương đối thấp như một thuốc chống co giật khi được sử dụng bởi chính nó, và hữu ích hơn khi điều trị bổ trợ được sử dụng cùng với một thuốc chống co giật khác.

## Hóa học
GABOB, hay-hydroxy-GABA, là một chất tương tự cấu trúc chặt chẽ của GABA (xem chất tương tự GABA), cũng như của axit-hydroxybutyric (GHB), phenibut (-phenyl -GABA), baclofen (- chlorophenyl) -GABA), và pregabalin (-isobutyl-GABA).

## Xã hội và văn hoá

### Tên gốc
GABOB đã được gọi bằng tên gốc buxamine hoặc buxamina.

### Tên thương hiệu
GABOB được bán chủ yếu dưới tên thương hiệu Gamibetal. Nó cũng đã được bán trên thị trường dưới một loạt các tên thương hiệu khác bao gồm Aminoxan, Bogil, Diastal, Gabimex, Gabomade, Gaboril, Gamalate và Kolpo.